# Chamillionaire
Chamillionaire, nome artístico de Hakeem Seriki, (28 de novembro de 1979 em Washington, D.C.) é um rapper americano que recebeu o apelido de "Mixtape Messiah", por ter vendido mais de cem mil cópias do álbum Get Ya Mind Correct, de forma totalmente independente, além de ter vendido milhares de mixtapes. Em 2007, ele ganhou um Grammy Award de Melhor Performance de Rap por um Duo ou Grupo com o seu single número um "Ridin'", que ficou na primeira posição nas tabelas nos Estados Unidos por duas semanas em 2006.

## Biografia

### Trajetória e carreira
Nascido em Washington, D.C., mas criado em Houston, Texas, tal como Mike Jones, Paul Wall e Slim Thug, Chamillionaire apresenta um estilo bem diferente destes. "Chamillionaire" é uma palavra-valise de "chameleon" e "millionaire" (camaleão e milionário, em português). Foi cantando juntamente com Paul Wall, que conseguiu o seu primeiro contrato com uma editora, a Swishahouse.
Chamillionaire, bem como Paul Wall, conseguiram obter uma grande popularidade a nível local pelos temas que tinham em mixtapes da gravadora. Posto isto, e vendo que não eram pagos de acordo com o reconhecimento e vendas que proporcionavam à Swishahouse, decidem abandonar a gravadora de Michael "5000" Watts, seguindo, assim, o exemplo de Slim Thug.
Ambos passaram ainda pela Paid in Full Records enquanto membros do grupo The Color Changin' Click, chegando mesmo a editar um álbum, Get Ya Mind Correct. O trabalho teve, mais uma vez, grande impacto a nível local e grande aclamação das ruas vendendo mais de 150 mil cópias.
Contudo, é também a partir daqui que se acentuam e tornam intransponíveis as divergências artísticas entre Chamillionaire e Wall. Resultado; cada um seguiu o seu caminho.
Lança-se então por conta própria, criou a Chamillitary Entertainment, no circuito das mixtapes, onde foi particularmente ativo. Foi responsável por cerca de sete mixtapes no ano de lançamento do seu primeiro álbum a solo.
Uma das suas mixtapes mais bem sucedidas e famosa é Mixtape Messiah, editada em 2004 e composta por três CDs e cerca de 67 faixas. Mixtape Messiah fazia história tornando-se a mais longa mixtape de todos os tempos feita em Houston.
O primeiro CD, é quase inteiramente, dedicado a Mike Jones e ao beef existente entre os dois MCs.
Nela participam, T.I., Kanye West, Stat Quo, Bun B, Lil' Flip e Slim Thug. Nota também para a participação de Rasaq, irmão mais novo de Chamillionaire, num grande número de temas.
Foi assim, com grande atividade a nível de mixtapes, com um enorme zumbido e com nome construído no sul que foi lançado em 2005, pela Universal Records, The Sound of Revenge.

### 2005–2006:The Sound of Revenge

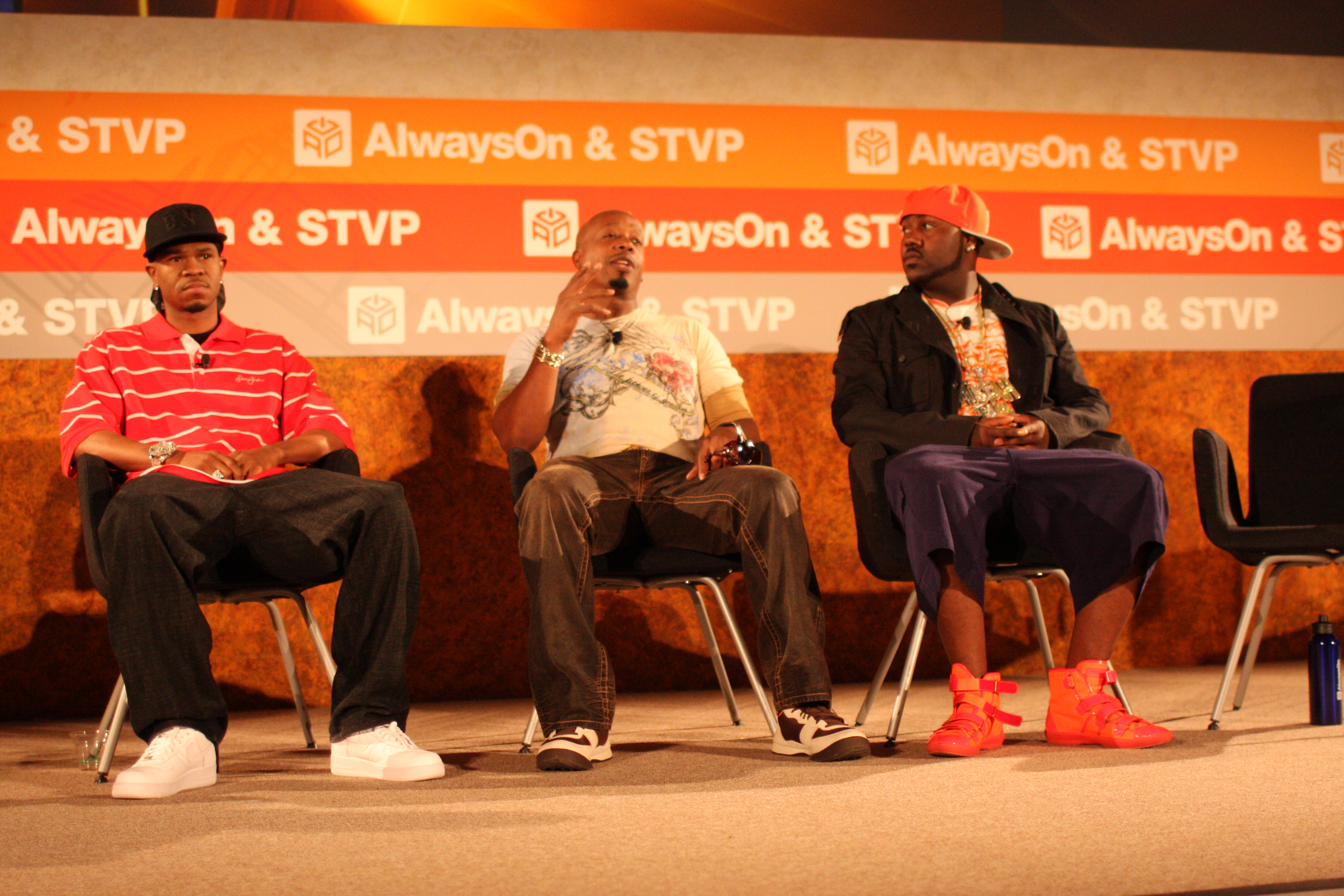
Chamillionaire (à esquerda) com MC Hammer e Mistah F.A.B. em 24 de julho de 2008.

Com seu álbum The Sound of Revenge que saiu pela Chamillitary Entertainment e Universal Records em novembro de 2006, Chamillionaire se posicionou entre a elite do hip hop de Houston, incluindo a nova geração de rimadores como Lil' Flip, Slim Thug, Mike Jones e Paul Wall, além dos veteranos UGK e Scarface.
Chamillionaire contou com a colaboração de vários rappers em seu álbum de estreia, incluindo Lil' Flip, Bun B, Scarface e Krayzie Bone, além dos produtores Scott Storch, Mannie Fresh e Cool & Dre.
No entanto, foi seu trabalho com os reis beats de Atlanta, The Beat Bullies (Big Boi/OutKast), que deram o tom certo a The Sound of Revenge. "Eles me entenderam", diz Chamillionaire sobre os produtores.
Apesar de ter sucedido os álbuns de Mike Jones, Slim Thug e Paul Wall, The Sound of Revenge conseguiu bastante popularidade fora do sul, e recebeu boa cobertura da gravadora. Com uma sucessão de mixtapes, Chamillionaire se tornou famoso por sua voz profunda e versátil, além de sua habilidade lírica.
O primeiro single do álbum foi "Turn It Up", com participação de Lil' Flip e produzido por Scott Storch, seguido por "Ridin'", com a participação de Krayzie Bone do Bone Thugs-n-Harmony produzido por Play-N-Skillz; "Ridin'" chegou na primeira posição na parada musical Billboard Hot 100. Seu vídeo venceu o MTV Video Music Awards em 2006 na categoria "Melhor Vídeo de Rap". O terceiro single do álbum foi "Grown and Sexy". E muito graças a "Ridin'", com Krayzie Bone, este álbum de estreia a solo do MC de Houston atingiu a platina.
De resto, o tema tem sido protagonista de diversos remixes, tendo já versões para costas leste e oeste, com MCs das respectivas zonas.
Alegadamente, e segundo declarações do próprio Chamillionaire, os problemas com Paul Wall já estavam resolvidos. Ainda em 2006, Chamillionaire foi destaque nos singles "Get Up", de Ciara, "That Girl" de Frankie J, "Bet That" de Trick Daddy, "King Kong" de Jibbs, e "Doe Boy Fresh" de Three Six Mafia em 2007.

### 2007–2008:Ultimate Victory
Para promover seu novo álbum, Chamillionaire liberada Mixtape Messiah 3 como prelúdio para o seu novo disco em 18 de julho de 2007. O rapper lançou Ultimate Victory, seu segundo álbum de estúdio, em 18 de setembro de 2007. O álbum inclui participações de UGK, Krayzie Bone, Lil Wayne, Famous, Tony Henry, Devin the Dude e Lloyd. O primeiro single do álbum foi "Hip Hop Police", com participação de Slick Rick, com isto, Chamillionaire e Slick Rick fizeram uma participação no programa The Late Show with David Letterman da rede de televisão CBS em 14 de setembro de 2007.
Mixtape Messiah 4, o quarto título da série Mixtape Messiah de Chamillionaire, foi inicialmente fixado para ser lançado em 18 de dezembro de 2007, mas foi lançada em 27 de agosto de 2008.

## Discografia
| - 2005 - The Sound of Revenge - 2007 - Ultimate Victory - 2012 - Ammunition (EP) - 2013 - Elevate (EP) - 2013 - Reignfall (EP) - 2002 - Get Ya Mind Correct - 2005 - Controversy Sells - 2005 - Chamillitary - 2003 - Greatest Hits - 2005 - Best of... Continued - 2005 - Greatest Hits 2 - 2006 - Best of... Continued Part 2 - 2004 - The Mixtape Messiah - 2005 - Houston We Have a Problem - 2005 - The Truth - 2005 - Tippin' Down 2005 - 2005 - Late Summer 2k5 - 2005 - Whut It Dew - 2005 - Big Business - 2006 - Man on Fire - 2006 - Mixtape Messiah 2 - 2006 - Da Bottom Vol. 2 - 2007 - Mixtape Messiah 3 - 2008 - Mixtape Messiah 4 - 2008 - Mixtape Messiah 5 - 2009 - Hangin' Wit Mr. Koopa - 2009 - Mixtape Messiah 6 - 2009 - King Koopa (Southern Royalty) - 2009 - I Am Legend (Greatest Verses) - 2009 - Mixtape Messiah 7 - 2010 - Major Pain - 2011 - Major Pain 1.5 |

## Singles

### Solo
| Ano  | Canção                              | Gráfico de posições | Gráfico de posições | Gráfico de posições | Certificações | Álbum                |
| Ano  | Canção                              | EUA Hot 100         | EUA R&B             | EUA Rap             | Certificações | Álbum                |
| ---- | ----------------------------------- | ------------------- | ------------------- | ------------------- | ------------- | -------------------- |
| 2005 | "Turn It Up" (feat. Lil' Flip)      | 41                  | 31                  | 9                   | Ouro          | The Sound of Revenge |
| 2006 | "Ridin'" (feat. Krayzie Bone)       | 1                   | 7                   | 2                   | 4× Platina    | The Sound of Revenge |
| 2006 | "Grown and Sexy"                    | —                   | —                   | —                   | —             | The Sound of Revenge |
| 2007 | "Hip Hop Police" (feat. Slick Rick) | 101                 | 76                  | —                   | —             | Ultimate Victory     |
| 2007 | "The Evening News"                  | —                   | —                   | —                   | —             | Ultimate Victory     |
| 2009 | "Creepin' (Solo)" (feat. Ludacris)  | —                   | 101                 | —                   | —             | Venom                |

### Participações
- 2005 - "Draped Up (remix)" (Bun B feat. Lil' Keke, Slim Thug, Chamillionaire, Paul Wall, Mike Jones, Aztek, Lil' Flip, & Z-Ro)
- 2006 - "Get Up" (Ciara feat. Chamillionaire)
- 2006 - "That Girl" (Frankie J feat. Chamillionaire & Mannie Fresh)
- 2006 - "Bet That" (Trick Daddy feat. Chamillionaire & Gold Rush)
- 2006 - "King Kong" (Jibbs feat. Chamillionaire)
- 2007 - "Doe Boy Fresh" (Three 6 Mafia feat. Chamillionaire)
- 2007 - "Get Dirty" (R. Kelly feat. Chamillionaire)

## Videoclipes
| - 2005 - "Turn It Up" (feat. Lil' Flip) - 2006 - "Ridin'" (feat. Krayzie Bone) - 2006 - "Grown and Sexy" - 2006 - "Get Up" (Ciara feat. Chamillionaire) - 2006 - "That Girl" (Frankie J feat. Chamillionaire & Mannie Fresh) - 2006 - "Bet That" (Trick Daddy feat. Chamillionaire & Gold Rush) - 2006 - "King Kong" (Jibbs feat. Chamillionaire) - 2007 - "Doe Boy Fresh" (Three 6 Mafia feat. Chamillionaire) - 2007 - "Hip Hop Police" (feat. Slick Rick) - 2007 - "The Evening News" | - "Youz a Trick" de Lil' Flip - "Money in the Bank" de Lil' Scrappy (feat. Young Buck) - "Chevy Ridin High" de Dre (feat. Rick Ross) - "The Game Belongs to Me" de UGK - "International Player's Anthem (I Choose You)" de UGK (feat. OutKast) - "Wamp Wamp (What It Do)" de Clipse (feat. Slim Thug) |